# Giro di Turchia 2021
Il Giro di Turchia 2021, cinquantaseiesima edizione della corsa, valido come dodicesima prova dell'UCI ProSeries 2021 categoria 2.Pro, si è svolto in otto tappe dall'11 al 18 aprile 2021 su un percorso di 1 244 km, con partenza inizialmente prevista a Nevşehir, ma successivamente spostata a Konya, e arrivo a Kuşadası, in Turchia. La vittoria è stata appannaggio dello spagnolo José Manuel Díaz, che ha completato il percorso in 29h19'40" alla media di 42,417 km/h, precedendo l'australiano Jay Vine e l'argentino Eduardo Sepúlveda.
Al traguardo di Kuşadası 142 ciclisti, su 172 partiti da Konya, hanno portato a termine la competizione.

## Tappe
| Tappa  | Data      | Percorso                       | km            | Vincitore di tappa | Leader cl. generale |
| ------ | --------- | ------------------------------ | ------------- | ------------------ | ------------------- |
| 1ª     | 11 aprile | Nevşehir > Ürgüp Konya > Konya | 167,3 72,4    | Arvid de Kleijn    | Arvid de Kleijn     |
| 2ª     | 12 aprile | Konya > Konya                  | 144,9         | Mark Cavendish     | Mark Cavendish      |
| 3ª     | 13 aprile | Beyşehir > Alanya              | 212,6         | Mark Cavendish     | Mark Cavendish      |
| 4ª     | 14 aprile | Alanya > Kemer                 | 184,4         | Mark Cavendish     | Mark Cavendish      |
| 5ª     | 15 aprile | Kemer > Elmalı                 | 160,3         | José Manuel Díaz   | José Manuel Díaz    |
| 6ª     | 16 aprile | Fethiye > Marmaris             | 129,1         | Jasper Philipsen   | José Manuel Díaz    |
| 7ª     | 17 aprile | Marmaris > Turgitreis          | 180           | Jasper Philipsen   | José Manuel Díaz    |
| 8ª     | 18 aprile | Bodrum > Kuşadası              | 160,3         | Mark Cavendish     | José Manuel Díaz    |
| Totale | Totale    | Totale                         | 1 338,9 1 244 |                    |                     |

## Squadre e corridori partecipanti
| N.      | Cod. | Squadra                     |
| ------- | ---- | --------------------------- |
| 1-7     | AST  | Astana-Premier Tech         |
| 11-17   | DQT  | Deceuninck-Quick Step       |
| 21-27   | ISN  | Israel Start-Up Nation      |
| 31-37   | AFC  | Alpecin-Fenix               |
| 41-47   | ANS  | Androni Giocattoli-Sidermec |
| 51-57   | BBK  | B&B Hotels                  |
| 61-67   | BCF  | Bardiani-CSF-Faizanè        |
| 71-77   | BWB  | Bingoal Pauwels Sauces WB   |
| 81-87   | BBH  | Burgos-BH                   |
| 91-97   | CJR  | Caja Rural-Seguros RGA      |
| 101-107 | DEL  | Delko                       |
| 111-117 | EOK  | Eolo-Kometa Cycling Team    |
| 121-127 | MCC  | Minsk Cycling Club          |

| N.      | Cod. | Squadra                         |
| ------- | ---- | ------------------------------- |
| 131-137 | EUS  | Euskaltel-Euskadi               |
| 141-147 | GAZ  | Gazprom-RusVelo                 |
| 151-157 | RLY  | Rally Cycling                   |
| 161-167 | TNN  | Team Novo Nordisk               |
| 171-177 | UXT  | Uno-X Pro Cycling Team          |
| 181-187 | ABC  | Abloc CT                        |
| 191-197 | NIP  | Team Nippo-Provence-PTS Conti   |
| 201-207 | SBB  | Salcano Sakarya BB Team         |
| 211-217 | STC  | Spor Toto Cycling Team          |
| 221-227 | TSC  | Team Sapura Cycling             |
| 231-237 | SVL  | Team SKS Sauerland NRW          |
| 241-247 | WGC  | Wildlife Generation Pro Cycling |

## Dettagli delle tappe

### 1ª tappa
- 11 aprile: Konya > Konya[1] – 72,4 km

Risultati
| Pos. | Corridore            | Squadra | Tempo    |
| ---- | -------------------- | ------- | -------- |
| 1    | Arvid de Kleijn      | Rally   | 1h35'38" |
| 2    | Kristoffer Halvorsen | Uno-X   | s.t.     |
| 3    | Pierre Barbier       | Delko   | s.t.     |

| Pos. | Corridore            | Squadra | Tempo    |
| ---- | -------------------- | ------- | -------- |
| 1    | Arvid de Kleijn      | Rally   | 1h35'28" |
| 2    | Kristoffer Halvorsen | Uno-X   | a 4"     |
| 3    | Pierre Barbier       | Delko   | a 6"     |

### 2ª tappa
- 12 aprile: Konya > Konya – 144,9 km

Risultati
| Pos. | Corridore        | Squadra    | Tempo    |
| ---- | ---------------- | ---------- | -------- |
| 1    | Mark Cavendish   | Deceuninck | 3h17'26" |
| 2    | Jasper Philipsen | Alpecin    | s.t.     |
| 3    | André Greipel    | Israel     | s.t.     |

| Pos. | Corridore        | Squadra    | Tempo    |
| ---- | ---------------- | ---------- | -------- |
| 1    | Mark Cavendish   | Deceuninck | 4h52'54" |
| 2    | Arvid de Kleijn  | Rally      | s.t.     |
| 3    | Jasper Philipsen | Alpecin    | a 4"     |

### 3ª tappa
- 13 aprile: Beyşehir > Alanya – 212,6 km

Risultati
| Pos. | Corridore        | Squadra    | Tempo    |
| ---- | ---------------- | ---------- | -------- |
| 1    | Mark Cavendish   | Deceuninck | 5h10'30" |
| 2    | Jasper Philipsen | Alpecin    | s.t.     |
| 3    | S. Aniołkowski   | Bingoal    | s.t.     |

| Pos. | Corridore        | Squadra    | Tempo     |
| ---- | ---------------- | ---------- | --------- |
| 1    | Mark Cavendish   | Deceuninck | 10h03'14" |
| 2    | Jasper Philipsen | Alpecin    | a 8"      |
| 3    | Arvid de Kleijn  | Rally      | a 10"     |

### 4ª tappa
- 14 aprile: Alanya > Kemer – 184,4 km

Risultati
| Pos. | Corridore        | Squadra    | Tempo    |
| ---- | ---------------- | ---------- | -------- |
| 1    | Mark Cavendish   | Deceuninck | 4h09'38" |
| 2    | Jasper Philipsen | Alpecin    | s.t.     |
| 3    | S. Aniołkowski   | Bingoal    | s.t.     |

| Pos. | Corridore        | Squadra    | Tempo     |
| ---- | ---------------- | ---------- | --------- |
| 1    | Mark Cavendish   | Deceuninck | 14h12'42" |
| 2    | Jasper Philipsen | Alpecin    | a 12"     |
| 3    | Arvid de Kleijn  | Rally      | a 20"     |

### 5ª tappa
- 15 aprile: Kemer > Elmalı – 160,3 km

Risultati
| Pos. | Corridore         | Squadra | Tempo    |
| ---- | ----------------- | ------- | -------- |
| 1    | José Manuel Díaz  | Delko   | 4h25'25" |
| 2    | Jay Vine          | Alpecin | s.t.     |
| 3    | Eduardo Sepúlveda | Androni | s.t.     |

| Pos. | Corridore         | Squadra | Tempo     |
| ---- | ----------------- | ------- | --------- |
| 1    | José Manuel Díaz  | Delko   | 18h38'27" |
| 2    | Jay Vine          | Alpecin | a 4"      |
| 3    | Eduardo Sepúlveda | Androni | a 6"      |

### 6ª tappa
- 16 aprile: Fethiye > Marmaris – 129,1 km

Risultati
| Pos. | Corridore            | Squadra | Tempo    |
| ---- | -------------------- | ------- | -------- |
| 1    | Jasper Philipsen     | Alpecin | 2h55'50" |
| 2    | André Greipel        | Israel  | s.t.     |
| 3    | Kristoffer Halvorsen | Uno-X   | s.t.     |

| Pos. | Corridore         | Squadra | Tempo     |
| ---- | ----------------- | ------- | --------- |
| 1    | José Manuel Díaz  | Delko   | 21h34'17" |
| 2    | Jay Vine          | Alpecin | a 4"      |
| 3    | Eduardo Sepúlveda | Androni | a 6"      |

### 7ª tappa
- 17 aprile: Marmaris > Turgitreis – 180 km

Risultati
| Pos. | Corridore        | Squadra    | Tempo    |
| ---- | ---------------- | ---------- | -------- |
| 1    | Jasper Philipsen | Alpecin    | 4h20'45" |
| 2    | André Greipel    | Israel     | s.t.     |
| 3    | Mark Cavendish   | Deceuninck | s.t.     |

| Pos. | Corridore         | Squadra | Tempo     |
| ---- | ----------------- | ------- | --------- |
| 1    | José Manuel Díaz  | Delko   | 25h55'02" |
| 2    | Jay Vine          | Alpecin | a 1"      |
| 3    | Eduardo Sepúlveda | Androni | a 6"      |

### 8ª tappa
- 18 aprile: Bodrum > Kuşadası – 160,3 km

Risultati
| Pos. | Corridore            | Squadra    | Tempo    |
| ---- | -------------------- | ---------- | -------- |
| 1    | Mark Cavendish       | Deceuninck | 3h24'38" |
| 2    | Jasper Philipsen     | Alpecin    | s.t.     |
| 3    | Kristoffer Halvorsen | Uno-X      | s.t.     |

| Pos. | Corridore         | Squadra | Tempo     |
| ---- | ----------------- | ------- | --------- |
| 1    | José Manuel Díaz  | Delko   | 29h19'40" |
| 2    | Jay Vine          | Alpecin | a 1"      |
| 3    | Eduardo Sepúlveda | Androni | a 6"      |

## Evoluzione delle classifiche
| Tappa              | Vincitore          | Classifica generale Maglia turchese | Classifica a punti Maglia verde | Classifica scalatori Maglia rossa | Bellezze turche Classifica sprint intermedi Maglia bianca | Classifica a squadre      |
| ------------------ | ------------------ | ----------------------------------- | ------------------------------- | --------------------------------- | --------------------------------------------------------- | ------------------------- |
| 1ª                 | Arvid de Kleijn    | Arvid de Kleijn                     | Arvid de Kleijn                 | Ivar Slik                         | Sean De Bie                                               | Delko                     |
| 2ª                 | Mark Cavendish     | Mark Cavendish                      | Mark Cavendish                  | Vitalij Buc                       | Artyom Zakharov                                           | Alpecin-Fenix             |
| 3ª                 | Mark Cavendish     | Mark Cavendish                      | Mark Cavendish                  | Vitalij Buc                       | Artyom Zakharov                                           | Bingoal Pauwels Sauces WB |
| 4ª                 | Mark Cavendish     | Mark Cavendish                      | Mark Cavendish                  | Vitalij Buc                       | Ivar Slik                                                 | Abloc CT                  |
| 5ª                 | José Manuel Díaz   | José Manuel Díaz                    | Mark Cavendish                  | Vitalij Buc                       | Ivar Slik                                                 | Delko                     |
| 6ª                 | Jasper Philipsen   | José Manuel Díaz                    | Mark Cavendish                  | Vitalij Buc                       | Ivar Slik                                                 | Delko                     |
| 7ª                 | Jasper Philipsen   | José Manuel Díaz                    | Jasper Philipsen                | Vitalij Buc                       | Ivar Slik                                                 | Delko                     |
| 8ª                 | Mark Cavendish     | José Manuel Díaz                    | Jasper Philipsen                | Vitalij Buc                       | Ivar Slik                                                 | Delko                     |
| Classifiche finali | Classifiche finali | José Manuel Díaz                    | Jasper Philipsen                | Vitalij Buc                       | Ivar Slik                                                 | Delko                     |

Maglie indossate da altri ciclisti in caso di due o più maglie vinte
- Nella 2ª tappa Kristoffer Halvorsen ha indossato la maglia verde al posto di Arvid de Kleijn.
- Nella 3ª tappa Arvid de Kleijn ha indossato la maglia verde al posto di Mark Cavendish.
- Nella 4ª e 5ª tappa Jasper Philipsen ha indossato la maglia verde al posto di Mark Cavendish.

## Classifiche finali

### Classifica generale - Maglia turchese
| Pos. | Corridore         | Squadra    | Tempo     |
| ---- | ----------------- | ---------- | --------- |
| 1    | José Manuel Díaz  | Delko      | 29h19'40" |
| 2    | Jay Vine          | Alpecin    | a 1"      |
| 3    | Eduardo Sepúlveda | Androni    | a 6"      |
| 4    | Jhojan García     | Caja Rural | a 25"     |
| 5    | Merhawi Kudus     | Astana     | a 28"     |
| 6    | Anthon Charmig    | Uno-X      | a 30"     |
| 7    | Delio Fernández   | Delko      | a 33"     |
| 8    | Artëm Nyč         | Gazprom    | a 52"     |
| 9    | A.H. Johannessen  | Uno-X      | a 55"     |
| 10   | Garikoitz Bravo   | Euskaltel  | a 1'01"   |

### Classifica a punti - Maglia verde
| Pos. | Corridore            | Squadra    | Punti |
| ---- | -------------------- | ---------- | ----- |
| 1    | Jasper Philipsen     | Alpecin    | 101   |
| 2    | Mark Cavendish       | Deceuninck | 97    |
| 3    | André Greipel        | Israel     | 74    |
| 4    | S. Aniołkowski       | Bingoal    | 69    |
| 5    | Kristoffer Halvorsen | Uno-X      | 59    |

### Classifica scalatori - Maglia rossa
| Pos. | Corridore        | Squadra  | Punti |
| ---- | ---------------- | -------- | ----- |
| 1    | Vitalij Buc      | Salcano  | 25    |
| 2    | Danilo Celano    | Sapura   | 22    |
| 3    | Mirco Maestri    | Bardiani | 11    |
| 4    | Jay Vine         | Alpecin  | 11    |
| 5    | José Manuel Díaz | Delko    | 10    |

### Classifica sprint intermedi - Maglia bianca
| Pos. | Corridore           | Squadra   | Punti |
| ---- | ------------------- | --------- | ----- |
| 1    | Ivar Slik           | Abloc     | 13    |
| 2    | Sean De Bie         | Bingoal   | 10    |
| 3    | Julen Irizar        | Euskaltel | 5     |
| 4    | Nicola Venchiarutti | Androni   | 5     |
| 5    | Artyom Zakharov     | Astana    | 5     |

### Classifica a squadre
| Pos. | Squadra              | Tempo     |
| ---- | -------------------- | --------- |
| 1    | Delko                | 88h01'14" |
| 2    | Astana-Premier Tech  | a 1'04"   |
| 3    | Gazprom-RusVelo      | a 3'57"   |
| 4    | Euskaltel-Euskadi    | a 5'25"   |
| 5    | Bardiani-CSF-Faizanè | a 6'02"   |